# Hanka Kupfernagelová
Hanka Kupfernagelová (* 19. března 1974 Gera) je bývalá německá cyklistka. Závodila v silniční cyklistice, cyklokrosu i na horských kolech, stala se mistryní světa i olympijskou medailistkou. 
S cyklistikou začala ve sportovním centru SG Wismut Gera. V roce 1992 se stala juniorskou mistryní světa v silniční časovce i v bodovacím závodě a stíhacím závodě na dráze. Vyhrála etapové závody Tour de Bretagne 1992, 1997 a 1998, Gracia–Orlová 1995, 1996, 1997, 1999 a 2000, Tour de Feminin 1996, 1997, 1999, 2000 a 2007, Emakumeen Euskal Bira 1997, 1998 a 1999 a Kolem Durynska 1999. V roce 2003 byla druhá na Trophée d'Or Féminin. Jezdila profesionálně za Team Farm Frites–Hartol. 
V roce 1998 získala na mistrovství světa v silniční cyklistice v Nizozemsku bronzovou medaili v časovce jednotlivkyň i v závodě s hromadným startem. Dvakrát startovala na olympiádě, v roce 2000 v Sydney získala stříbro v závodě s hromadným startem a v časovce byla osmá. V roce 2007 se stala mistryní světa v jízdě na čas.
V roce 2000 vyhrála první ročník mistrovství světa v cyklokrosu žen. Na prvních sedmi světových šampionátech stála vždy na stupních vítězů, zlatou medaili získala v letech 2000, 2001, 2005 a 2008. V letech 2003, 2004 a 2008 také zvítězila na mistrovství Evropy v cyklokrosu. Čtyřikrát vyhrála Azencross (1999, 2003, 2006 a 2007). V roce 2003 ovládla mezinárodní závod v časovce Chrono Champenois. Získala 35 titulů mistryně Německa v různých cyklistických disciplínách. V roce 2016 oznámila ukončení závodní kariéry, ale o tři roky později se ještě zúčastnila německého šampionátu v cyklokrosu a obsadila druhé místo. Podílela se také na přípravě závodu Deutschland Tour, kde jela na motocyklu v doprovodném konvoji.
Má mladšího bratra Stefana, který byl rovněž německým cyklistickým reprezentantem. Jejím životním partnerem byl Mike Kluge a pak Roman Jördens, s nímž má syna.